# Mademoiselle Ninette
Mademoiselle Ninette ist ein englischsprachiges Lied der aus Liberia stammenden Band Soulful Dynamics aus dem Jahr 1969. Geschrieben wurde es von dem deutschen Musiker Herbert Hildebrandt-Winhauer, einem Gründungsmitglied der Hamburger Band The Rattles. Das Lied war ein internationaler Erfolg, der unter anderem in Deutschland, Österreich und der Schweiz bis auf Platz 1 der jeweiligen Singlecharts platziert war. Vor allem im Erscheinungsjahr und den darauffolgenden Jahren gab es zahlreiche Coverversionen des Liedes.

## Hintergrund und Veröffentlichung
Das Lied wurde von dem deutschen Musiker Herbert Hildebrandt-Winhauer für die aus Liberia stammende Band Soulful Dynamics geschrieben, die es im Dezember 1969 als erste eigene Single bei Philips veröffentlichte. Die Band war erst im gleichen Jahr aus Afrika nach Deutschland gekommen und laut Hildebrandt-Winhauer sei er von einem Freund, einem „Autohändler“, gebeten worden, einen Song für sie zu schreiben. Er ließ ihn einen Titel aus dreien auswählen und überließ ihm diesen für 800,- DM.
Die Soulful Dynamics nahmen den Titel auf und konnten Philips als Plattenfirma zur Veröffentlichung gewinnen, Produzent war der Niederländer Rolf Baierle. Die Erstveröffentlichung erfolgte als 7″-Single im Dezember 1969 mit der B-Seite Monkey (Katalognummer: 388 420). Sie vermarkteten sich und ihr erstes Album African Fire aus demselben Jahr zu dieser Zeit als „heiße“ Folklore und Soul aus Afrika.

## Musik und Text
Mademoiselle Ninette ist ein einfacher Popsong mit einem klaren und eingängigen, tanzbaren Rhythmus im 4/4-Takt, einfach strukturierter Melodie und einem Tempo von 136 Schlägen pro Minute. Instrumentiert ist das Lied mit Gitarre, E-Bass, Schlagzeug mit Perkussion und Keyboard. Das Lied beginnt mit einer eingängigen Hookline, danach wiederholt sich die Melodie nach wenigen Takten. Der Text besteht aus kurzen und einfachen Strophen und einem dazwischenliegenden Refrain, teilweise betont durch einen Hintergrundchor mit „La-la-la“-Intonierung.
Es handelt sich um ein kurzes Lied über eine Sommerliebe. Der Sänger berichtet von seinem letzten Urlaub in den Vereinigten Staaten, wo er ein Mädchen mit dem Namen Ninette kennengelernt hat. Die beiden verlieben sich und verbringen eine schöne Urlaubszeit zusammen und er schwärmt davon, dass er noch nie ein Mädchen wie sie getroffen hat.

“Guess what happened to me

I met a girl and one two three

We fell in love

We got the heaven above”

„Ratet mal, was mir passiert ist.

Ich habe ein Mädchen getroffen, eins, zwei, drei.

Wir haben uns verliebt.

Wir haben den Himmel über uns.“

Der Refrain besteht aus der schlichten Aussage, dass er noch nie ein Mädchen wie Mademoiselle Ninette hatte: „Mat, Mademoiselle Ninette, No, No, I've never had, A girl like you“.

## Chartplatzierungen und Ausyeichnungen
Die Single kam im Dezember 1969 auf den Markt und konnte sich sowohl in Deutschland wie auch in der Schweiz und Österreich auf Platz 1 der jeweiligen Singlecharts platzieren. In Deutschland kam die Single zum Jahresbeginn 1970 ab dem 1. Januar in die Singlecharts und war vom 1. bis 14. Mai auf dem ersten Platz. In der Schweiz stieg die Single ab dem 7. April 1970 in die Charts ein und war ab dem 28. April bis zum 16. Juni des Jahres auf Platz eins. In Österreich erfolgte der Charteinstieg der Single am 15. April 1970 und sie war vom 15. Juni bis 14. Juli für einen Monat auf Platz eins. Darüber hinaus erreichte es Top-10-Platzierungen in Belgien-Wallonien (Rang 4) und den Niederlanden (Rang 7).
| ChartsChartplatzierungen | Höchstplatzierung | Wochen/ Monate |
| ------------------------ | ----------------- | -------------- |
| Deutschland (GfK)        | 1 (7 Mt.)         | 7 Mt.          |
| Österreich (Ö3)          | 1 (4 Mt.)         | 4 Mt.          |
| Schweiz (IFPI)           | 1 (13 Wo.)        | 13 Wo.         |

| ChartsJahrescharts (1970) | Platzierung |
| ------------------------- | ----------- |
| Deutschland (GfK)         | 3           |
| Österreich (Ö3)           | 7           |
| Schweiz (IFPI)            | 6           |

In Deutschland wurde die Single mit einer Goldenen Schallplatte für 500.000 verkaufte Einheiten ausgezeichnet.
| Land/Region        | Auszeichnungen für Musikverkäufe (Land/Region, Auszeichnung, Verkäufe) | Verkäufe |
| ------------------ | ---------------------------------------------------------------------- | -------- |
| Deutschland (BVMI) | Gold                                                                   | 500.000  |
| Insgesamt          | 1× Gold ·                                                              | 500.000  |

## Coverversionen
Als erfolgreicher und eingängiger Poptitel wurde Mademoiselle Ninette vor allem in den ersten Jahren nach seiner Veröffentlichung mehrfach gecovert. Wie zu dieser Zeit üblich gab es dabei vor allem zu Beginn sowohl gesungene wie auch instrumental eingespielte Tanzversionen von Orchestern und Bands von James Last, Will Glahé, Ady Zehnpfennig oder Paul Kuhn. Eine Coverversion von Michael Holm war vor allem in Südafrika erfolgreich und stieg dort im August 1970 ein und erreichte im Oktober des Jahres den zweiten Platz. Zudem coverten sowohl The Rattles 1970 wie auch Hildebrandt-Winhauers spätere Band Polaris 1980 das Lied.
Der Musiker Hajo, ehemals Gitarrist der Rattles, veröffentlichte im Sommer 1970 eine deutsche Version, die die Liebesgeschichte nach Paris verlegte. Auch diese Version konnte sich in den Charts platzieren und war dort am 1. Juni 1970 für eine Woche verzeichnet. Weitere deutschsprachige Versionen mit komödiantischen und leicht anzüglichen Texten erschienen von dem luxemburgischen Sänger Fausti unter dem Titel Mademoiselle Ninette versteckt ihr Geld im Bett sowie von Die Travellers.
The Walkers spielten ebenfalls 1970 eine Version auf Niederländisch mit einem Text von Johnny Hoes ein und von den der Band Continuados erschien eine Version auf Spanisch.
Unter anderem gab es Coverversionen der folgenden Künstler und Bands:
- 1970: Hajo (deutsch), Michael Holm, James Last, Die Travellers, The Rattles, The Hep Stars, The Walkers (niederländisch), Will Glahé, Fausti (deutsch), Continuados (spanisch)
- 1971: Ady Zehnpfennig, Paul Kuhn und Das SFB-Tanzorchester, Rolf-Hans Müller mit dem Tele-Top-Orchester des SWF, Metronom (tschechisch)
- 1972: Jigsaw, Frank Valdor, Zadrani (serbokroatisch)
- 1974: Siegfried Walendy & Puhdys (Medley)
- 1980: Polaris
- 1984: Saragossa Band (als Medley), Peter Smulders
- 1996: Sam Gooris (niederländisch)

## Belege
1. ↑  
Soulful Dynamics – Mademoiselle Ninette in dem Podcast „Ein Lied und seine Geschichte“, Bayerischer Rundfunk, 5. Januar 2021; abgerufen am 17. August 2025.
2. 1 2  
The Soulful Dynamics – Mademoiselle Ninette bei Discogs, Single auf discogs.com; abgerufen am 17. August 2025.
3. ↑  
The Soulful Dynamics – Mademoiselle Ninette bei Discogs, Single auf discogs.com; abgerufen am 17. August 2025. Die Werbung für das Album befindet sich auf der Rückseite der Singlehülle.
4. ↑  
Mademoiselle Ninette Akkorde auf chordify.net; abgerufen am 17. August 2025.
5. 1 2  
Songtext Mademoiselle Ninette auf genius.com, abgerufen am 17. August 2025.
6. ↑  
Soulful Dynamics - Mademoiselle Ninette. offiziellecharts.de, abgerufen am 17. August 2025.
7. ↑  
Soulful Dynamics - Mademoiselle Ninette. hitparade.ch, abgerufen am 17. August 2025.
8. 1 2  
Soulful Dynamics - Mademoiselle Ninette. austriancharts.at, abgerufen am 17. August 2025.
9. ↑  The Soulful Dynamics – Mademoiselle Ninette. In: top40.nl. Nederlandse Top 40, abgerufen am 19. August 2025 (niederländisch).
10. ↑  The Soulful Dynamics – Mademoiselle Ninette. In: offiziellecharts.de. GfK Entertainment, abgerufen am 19. August 2025.
11. ↑  The Soulful Dynamics – Mademoiselle Ninette. In: austriancharts.at. Hung Medien, abgerufen am 19. August 2025.
12. ↑  The Soulful Dynamics – Mademoiselle Ninette. In: hitparade.ch. Hung Medien, abgerufen am 19. August 2025.
13. ↑  Top 100 Single-Jahrescharts: 1970. In: offiziellecharts.de. GfK Entertainment, abgerufen am 19. August 2025.
14. ↑  Jahreshitparade Singles 1970. In: austriancharts.at. Hung Medien, abgerufen am 19. August 2025.
15. ↑  Schweizer Jahreshitparade 1970. In: hitparade.ch. Hung Medien, abgerufen am 19. August 2025.
16. 1 2  Günter Ehnert: Hit Bilanz – Deutsche Chart Singles 1956–1980. 1. Auflage. Verlag populärer Musik-Literatur, Norderstedt 2000, ISBN 3-922542-24-7, S. 446.
17. 1 2  
Hajo - Mademoiselle Ninette. offiziellecharts.de, abgerufen am 17. August 2025.
18. 1 2  
Michael Hom - Mademoiselle Ninette. sacharts.wordpress.com, abgerufen am 17. August 2025.
19. 1 2 3 4 5  
Mademoiselle Ninette (1969), The Soulful Dynamics auf cover.info, abgerufen am 17. August 2025.